# Kreuz Rippachtal
Kreuz Rippachtal is een knooppunt in de Duitse deelstaat Saksen-Anhalt.
Op dit aangepast klaverbladknooppunt ten noordwesten van het gehucht Rippach kruist de A9 Dreieck Potsdam-München de A38 Dreieck Drammetal-Dreieck Parthenaue.

## Geografie
Het knooppunt ligt zowel ten noorden van het stadsdeel Rippach in de stad Lützen als ten noorden de stad Weißenfels in het Burgenlandkreis. Andare nabijgelegen stadsdelen zijn Dehlitz, Pörsten, Lösau en Oeglitzsch.
Het knooppunt ligt ongeveer 25 km zuidwesten van Leipzig, ongeveer 20 km ten noordoosten van Naumburg en ongeveer 25 km ten zuiden van Halle.
Het knooppunt is genoemd naar zowel het stadsdeel Rippach dat grenst aan het knooppunt als de gelijknamige rivier die de die enkele Kilometers ten zuidwesten van het knooppunt in de rivier de Saale uitmondt.

## Configuratie
Rijstrook
Nabij het knooppunt heet de A9 2x3 rijstroken en de A38 heeft 2x2 rijstroken.
De verbindingswegen A9zuid-A38west vice versa alsmede de verbindingsweg A9zuid-A38oost hebben 2 rijstroken. Alle anderen verbindingswegen hebben slechts één rijstrook.
knooppunt
Het is een klaverbladknooppunt met fly-over.
In het knooppunt heeft de A9 twee volledige parallelrijbanen, de A38 heeft langs de noordelijke rijbaan een halve en langs de zuidelijke rijbaan een volledige parallelrijbaan.

## Verkeersintensiteiten
Dagelijks passeren ongeveer 90.000 voertuigen het knooppunt.
| Van                     | Naar                | Gemiddeld aantal voertuigen per dag | Percentagde vrachtverkeer |
| ----------------------- | ------------------- | ----------------------------------- | ------------------------- |
| AS Bad Dürrenberg (A 9) | AK Rippachtal       | 62.400                              | 21,0 %                    |
| AK Rippachtal           | AS Weißenfels (A 9) | 69.900                              | 19,8 %                    |
| AS Leuna (A 38)         | AK Rippachtal       | 23.600                              | 19,7 %                    |
| AK Rippachtal           | AS Lützen (A 38)    | 23.800                              | 16,7 %                    |

## Richtingen knooppunt
| Aansluitende wegen                               | Aansluitende wegen             | Aansluitende wegen | Aansluitende wegen | Aansluitende wegen                |
| ------------------------------------------------ | ------------------------------ | ------------------ | ------------------ | --------------------------------- |
|                                                  |                                |                    |                    | richting Dessau / Leipzig Berlijn |
|                                                  |                                |                    |                    |                                   |
| richting Dreieck Halle-Süd B91 Leuna / Merseburg | richting Leipzig-Süd / Dresden |                    |                    |                                   |
|                                                  |                                |                    |                    |                                   |
| richting Erfurt / München                        |                                |                    |                    |                                   |